# Кампо дел Перо (Витербо)
Кампо дел Перо је насеље у Италији у округу Витербо, региону Лацио.
Према процени из 2011. у насељу је живело 29 становника. Насеље се налази на надморској висини од 103 м.